# 愛と栄光への日々
『愛と栄光への日々』（Light Of Day）は1987年に製作・公開されたアメリカの映画。主題歌はブルース・スプリングスティーンが作曲した。

## ストーリー
オハイオ州クリーブランドの町工場に勤めるジョー・ラズニック（マイケル・J・フォックス）は、夜はクラブで姉のパティ（ジョーン・ジェット）と組んでロックバンド「バー・バスターズ」として活動していた。しかし、大学をドロップアウトして、子供をもうけたパティと母のジャネット（ジーナ・ローランズ）とのいさかいが彼の心を痛めてやまない。幼い子供の面倒をジョーに押し付け、音楽にのめりこむパティ。しかし、ある日、ジャネットが突然病に倒れてしまう。

## キャスト
- ジョー・ラズニック：マイケル・J・フォックス
- ジャネット・ラズニック：ジーナ・ローランズ
- パティ・ラズニック：ジョーン・ジェット
- ブー・モンゴメリー：マイケル・マッキーン

1997年6月24日の『午後のロードショー』での放映用に日本語吹替版が製作されたものの、キャストクレジットが無い為にキャストは不明となっている。

## サウンドトラック
全11曲収録。ブルース・スプリングスティーンが作曲し、ジョーン・ジェットとマイケル・J・フォックスが歌ったタイトル曲、「ライト・オブ・デイ（Light Of Day）」がBillboard Hot 100で33位のヒットとなった。なおこの曲のアーティスト名クレジットは、アルバムでは劇中二人が属する架空のバンド「バー・バスターズ（The Barbusters）」、シングルでは「ジョーン・ジェット&ザ・ブラックハーツ」名義となっている。

### トラックリスト
1. 「ライト・オブ・デイ」 "Light Of Day" – バーバスターズ
2. 「ディス・ミーンズ・ウォー」 "This Means War" – バーバスターズ
3. 「ツイスト・イット・オフ」 "Twist It Off" – ファビュラス・サンダーバーズ
4. 「クリーヴランド・ロックス」 "en:Cleveland Rocks"  – イアン・ハンター
5. 「ステイ・ウィズ・ミー・トゥナイト」 "Stay With Me Tonight" – デイヴ・エドモンズ
6. 「カミング・ダウン・トゥナイト」 "It's All Coming Down Tonight" – バーバスターズ
7. 「ルード・ムード」 "Rude Mood" – バーバスターズ
8. 「オンリー・ロンリー」 "en:Only Lonely" – ボン・ジョヴィ
9. 「ラビット・ガン」 "Rabbit's Got The Gun" – ザ・ハンツ
10. 「心のささやき」 "You Got No Place To Go" – マイケル・J・フォックス
11. 「エレジー」 "Elegy" - R.コックス、C.スミス、J.C.クラーク & M.ボディッカー

（アルバムタイトル、曲名、アーティスト名の日本語表記は1987年発売時の日本版CD（32DP 621）に準ずる）